# Stade Jacques-Couvret
Le stade Jacques-Couvret est un stade de football situé à Chartres, en France. Inauguré le 28 juillet 1908, il est depuis cette date le terrain de jeu du Vélo Sport chartrain puis du Football Club de Chartres. Propriété de la ville de Chartres, il est rénové à plusieurs reprises, après-guerre et dans les années 1960.
Situé dans le quartier des Grands-Prés, il est bordé par le paisible cours de l'Eure. En gazon naturel, il subit plusieurs fois la montée des eaux. Il possède six vestiaires, des salles de réunion, d'infirmerie et l'éclairage. Un cross international s'y déroule de 1921 à 1987.

## Historique
En 1907, la mairie concède la praire des Grands-Prés au VS Chartres omnisports, c'est alors un terrain marécageux souvent inondé. Des travaux importants le rendent utilisable. Le stade des Grands-Prés est inauguré le 28 juillet 1908.
Pendant la première Guerre mondiale, l'ensemble des installations est réquisitionné par l'armée.
Un bombardement durant la seconde Guerre mondiale en 1944, dont les traces sont encore visibles sur les arches du pont, détruit totalement les installations du stade.
Réaménagé en 1945 puis en 1964, il peut accueillir 750 spectateurs en tribune.
Le 20 avril 1975, l'enceinte accueille 4 070 spectateurs pour un match de Division 3 entre le Vélo Sport chartrain et l'Amicale de Lucé. Un cross international s'y déroule de 1921 à 1987.
Le nom de Jacques Couvret est donné à l'enceinte le 17 janvier 2013. Investie dans le football local (joueur puis arbitre, membre du comité directeur de la Ligue du Centre pendant trente-trois ans, président du District d'Eure-et-Loir pendant huit ans), cet homme est avant cela un athlète sacré champion de France UFOLEP en plus de son métier de professeur d'éducation physique au lycée Marceau de 1942 à 1979. Décédé en 2003 à 84 ans, il cofonde auparavant le premier comité d'Eure-et-Loir de volley-ball et l'office municipal de la jeunesse de Chartres en 1954. 

## Structure et équipements

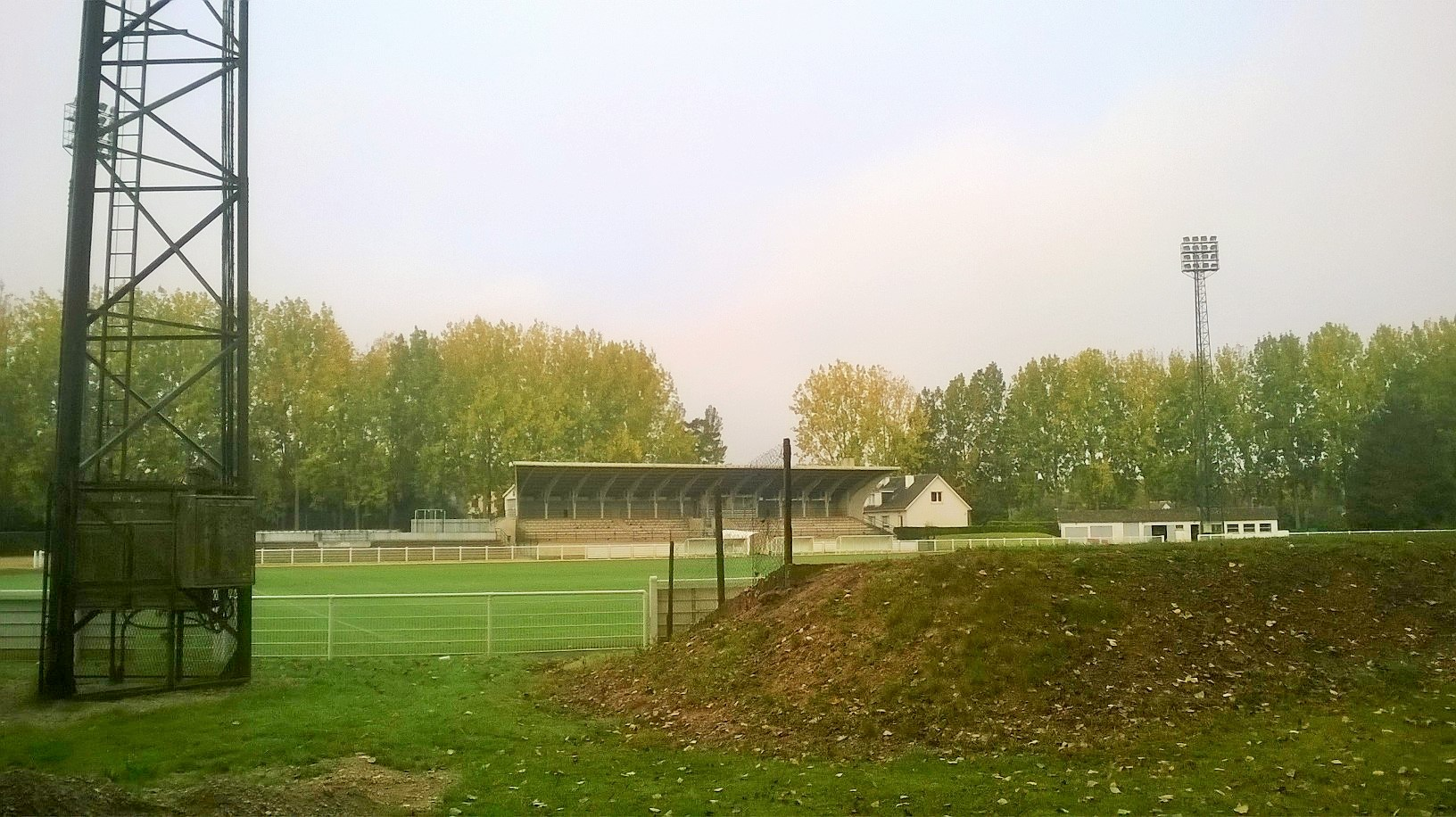
Vue de la tribune du stade

Au total, l'enceinte comprend un terrain d’honneur engazonné avec tribune, un terrain stabilisé intérieur, un terrain stabilisé extérieur, un terrain poussin engazonné, une piste d’athlétisme en cendrée.
Le terrain d'honneur comprend une seule tribune sous laquelle sont placés les vestiaires et autres locaux réservés aux sportifs. Le long de l'autre ligne de touche, derrière la piste d'athlétisme, un talus non-couvert est aussi disponible pour assister au match. Il est aussi possible de se tenir debout tout autour de la main-courante. Il comporte une aire de jeu de 105 mètres de long sur 68 mètres de large dont la surface est en gazon naturel.

## Utilisation du stade
Le stade Jacques-Couvret est la propriété de la ville de Chartres. Celle-ci en réserve l'utilisation au C' Chartres Football.
Lors de la fondation du club en 1989, à la suite de la fusion de deux autres entités chartraines (Sporting Club et Vélo Sport chartrain), le FCC hérite de deux enceintes : le Stade des Grands-Prés, fief du Vélo, et le Stade de la Route d'Ablis, celui du SC Chartres. Le plus grand, le stade des Grands-prés est désigné stade du FC Chartres.
L'enceinte accueille aussi des évènements internationaux comme les rencontres France-Angleterre U19 féminines en football en 2015 et U20 féminine de rugby en 2016. De plus, un cross international s'y déroule de 1921 à 1987.

## Affluences
Le 20 avril 1975, l'enceinte accueille 4 070 spectateurs pour un match de Division 3 entre le Vélo Sport chartrain et l'Amicale de Lucé.
En août 2009, le stade des Grands-Prés accueille 1 138 spectateurs pour un match amical de l'équipe de France féminine de football face à l'Écosse. Il s'agit d'une des pires affluences pour un match des Françaises en métropole.
Par la suite, le FC Chartres attire quelques centaines de spectateurs lors de ses rencontres à domicile avec des pointes à un millier lors des rencontres décisives ou contre des réserves professionnels.

## Environnement et accès
Le stade Jacques-Couvret est situé dans le quartier des Grands-Prés à qui il doit son premier nom et celui que porte la rue qui l'entoure. Il est bordé par le paisible cours de l'Eure et subit plusieurs fois la montée des eaux.